# Sabburah (nahija)
Nahija Sabburah (ar. ناحية صبورة‎)  je sirijska nahija u okrugu Salamiyah u pokrajini Hama. Po popisu iz 2004. (prije rata), nahija je imala 21.900 stanovnika. Administrativno sjedište je u naselju Sabburah.